# مارشال ديفيز
مارشال ديفيز (17 أغسطس 1930 في زيمبابوي - ) (بالإنجليزية: Marshall Davies)‏ هو لاعب كريكت جنوب أفريقي. شارك مع منتخب روديزيا للكريكت ‏.

## وصلات خارجية
- مارشال ديفيز على موقع إي آس بي آن كريك إنفو (الإنجليزية)